# Crooked Straight
Crooked Straight è un film muto del 1919 diretto da Jerome Storm e sceneggiato da Julien Josephson che aveva come interpreti Charles Ray, Wade Boteler, Margery Wilson, Gordon Mullen, Otto Hoffman.

## Trama

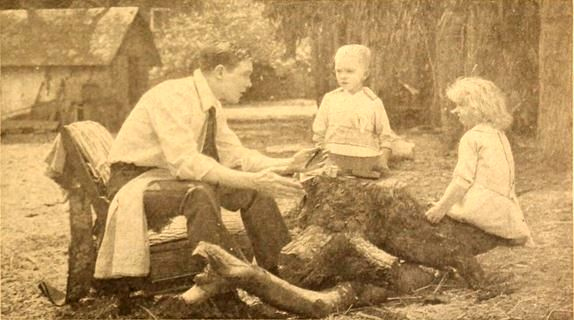
Ben (Charles Ray) con i bambini di Nelson

Giunto a Chicago dal nativo Iowa, già il primo giorno il giovane Ben Trimble resta senza un soldo, truffato di tutti i suoi risparmi da Chick Larrabee, un piccolo malvivente che approfitta senza scrupoli dell'ingenuità del ragazzo. Disorientato e affamato, Ben tenta di derubare Spark Nelson. Ma non ha successo. Nelson minaccia di consegnarlo alla polizia a meno che non accetti di diventare suo complice. Un giorno, però Larrabee, venendo a sapere di un loro colpo, ne informa la polizia che finisce per sparare a Nelson. L'uomo, in punto di morte, chiede a Ben di prendersi cura dei suoi figli che si trovano in campagna. Ben, riuscito a fuggire, mantiene la promessa fatta, allevando i due bambini. Si innamora di Vera Owen, la sua vicina di casa, e tutto sembra andare per il meglio. Ma torna in scena Larrabee che minaccia Ben di rivelare il suo passato al padre di Vera che lui progetta di derubare. Ben, per salvare il denaro di Owen, lo sottrae dalla cassaforte e ingaggia una lotta con il ladro che poi viene colpito da un vicino accorso sulla scena. Ben spiega tutto a Owen, riuscendo così ad avere il consenso per sposare Vera.

## Produzione
Il film fu prodotto dalla Thomas H. Ince Corporation.

## Distribuzione
Il copyright del film, richiesto da Thomas H. Ince, fu registrato il 6 ottobre 1919 con il numero LP14279. Distribuito dalla Famous Players-Lasky Corporation e Paramount-Artcraft Pictures, il film uscì nelle sale statunitensi il 9 novembre 1919.
Non si conoscono copie ancora esistenti della pellicola che viene considerata presumibilmente perduta.